# مارك فوي
مارك فوي (بالإنجليزية: Mark Foy)‏ هو لاعب كرة قدم نيوزيلندي، ولد في 13 سبتمبر 1973 في نيوزيلندا. شارك مع منتخب نيوزيلندا لكرة القدم.